# Le Pays gessien
Le Pays gessien, plus communément appelé Le Gessien, est un journal hebdomadaire d'informations locales du Pays de Gex. Le titre appartient au Groupe Le Messager .

## Histoire
Le journal a été fondé à Gex (Ain) en 1868 sous l'intitulé Le Petit Gessien - Journal républicain - Feuille d'avis du pays de Gex et de la vallée de la Valserine avec une parution hebdomadaire. Il fut racheté au début du XXe siècle par l'imprimerie Michaux de Bellegarde-sur-Valserine qui éditait également La Tribune républicaine. À la Libération, il est rebaptisé Le Pays gessien - Feuille d'avis du pays de Gex et de la vallée de la Valserine.
Vers 1997, les deux titres sont repris par le groupe Presse Alpes-Jura (rebaptisé depuis Groupe Le Messager), qui sera lui-même absorbé une douzaine d'années plus tard par le Groupe La Voix. Le journal est alors renommé Le Pays gessien tout court. Sa rédaction, qui était restée au 9 rue de Genève à Gex fut ensuite repliée au 35 rue de la République à Bellegarde-sur-Valserine dans les bureaux de la Tribune républicaine. En mai 2019 l'agence abritant les deux titres a déménagé au 10 rue Zéphirin-Jeantet à Bellegarde.

## Diffusion
Le Pays gessien, tiré en moyenne à 4 000 exemplaires, est diffusé à
2 500 exemplaires, essentiellement dans le Pays de Gex. La parution a lieu le jeudi.